# چیما دی بری
چیما دی بری (به لاتین: Cima di Bri) یک کوه در سوئیس است که در کانتون تیچینو واقع شده‌است. چیما دی بری ۲٬۵۲۰ متر بالاتر از سطح دریا واقع شده‌است.